# シャンバラ (チベット)

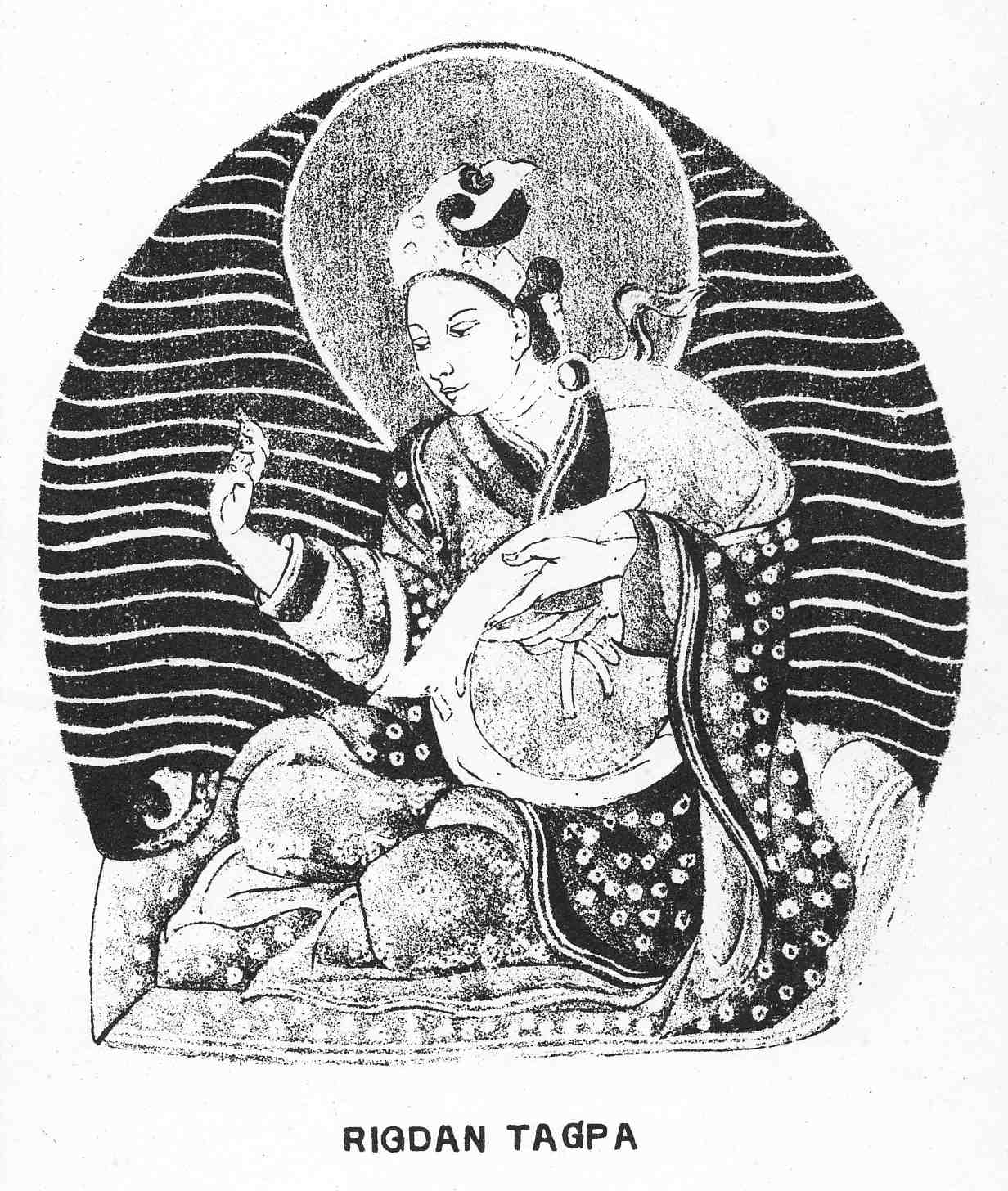
シャンバラ王ヤシャス

シャンバラ（Shambhala）は、『時輪タントラ』に説かれる伝説上の仏教王国である。同タントラではシャンバラの位置はシーター河の北岸とされ、シーター河が何を指すかについては諸説あるが、中央アジアのどこかと想定される。シャンバラ伝説は『時輪タントラ』とともにチベットに伝わり、モンゴルなど内陸アジアのチベット仏教圏に広く伝播した。

## 原義
シャンバラは元はインドのヒンドゥー教のプラーナ文献に登場する理想郷（ユートピア）であった。ヒンドゥー教のヴィシュヌ派は釈迦をヴィシュヌ神の化身の1つとするが、釈迦のカースト制度批判によって揺らいでしまった社会秩序を正し、カースト制度を立て直すために10番目のアヴァターラとしてカルキが出現すると説いた。シャンバラとは、カルキの治める国の名であった。

## 仏教のシャンバラ伝説
『時輪タントラ』とその註釈書『ヴィマラプラバー』（無垢光）は、シャンバラ王カルキは人民を仏教に教化して「金剛のカースト」という1つのカーストに統一し、カースト制度を解消させると説いた。『時輪タントラ』はヒンドゥー教のカルキ説を取り入れつつも、これを批判してヒンドゥー教とは方向性を異にする教説に転換させたのである。

### 王国の様子
18世紀のゲルク派の学匠ロントゥル・ラマの『本初仏吉祥時輪の由来と名目』の説明によると、シャンバラには9億6千万の町があり、96の小王国がある。小王たちの上に立つシャンバラ王は王宮カラーパに住んでおり、そこから南の方角には立体型の大きな時輪曼荼羅がある。そしてシャンバラの人たちは寛容な法の下で健やかに暮らし、善行に勤しんでいるという。

## 欧米のシャンバラ神話
シャンバラは近代には西洋の神秘思想家らの関心を引き、欧米でも有名になった。H・P・ブラヴァツキーをはじめとする神智学者らは、シャンバラはゴビ砂漠にあったと述べた。神智学協会と関係していた平和運動家・画家のロシア人ニコライ・リョーリフは、チベット国境に至るモンゴル遠征の体験記のなかでシャンバラについての自分の考えを発表し、欧米のシャンバラ解釈に影響を与えた。リョーリフの著作では、リョーリフとチベット僧の対話という形でシャンバラについて語られ、また、世界中の様々な場所や歴史上の様々な出来事がシャンバラと関係があると主張した。リョーリフの『シャンバラ』は現代の一般向けのチベット紹介本でもシャンバラ伝説の典拠として引用されることが多く、現代のシャンバラのイメージに大きな影響を与えたと考えられている。
リョーリフに影響を受けたと思われるロシア人のアンドリュー・トマスは、1976年に『シャンバラ』を出版し、シャンバラの住人であるというマハトマ・モリヤから聞いた話として、歴史上の様々な出来事にはシャンバラに住む賢者が関わっており、彼らが歴史を動かしている、シャンバラでは高度な科学が発達しており、シャンバラが世界を管理している、といったことを語った。
インド思想研究者の松本峰哲によると、シャンバラ伝説が世界中に広まったのは、中国のチベット政策により多くのチベット仏教僧が世界各地に移住しチベット仏教を広めたことが大きく、アメリカでは1970年代後半からニューエイジにおける東洋思想への憧れと相まって、チベット仏教と共にシャンバラ伝説が受容された。アメリカには2000年時点で30弱の「シャンバラ・センター」というチベット仏教の研修施設があり、ここでチベット仏教僧がシャンバラ伝説を説いているようである。

## 実在の地名
中国四川省カンゼ・チベット族自治州郷城県にはシャンバラ鎮と呼ばれる鎮が存在する。もともとは別の名前だったが、2005年にシャンバラ鎮に改称された。